# Silnice II/151
Silnice II/151 je silnice II. třídy, která vede z Nové Bystřice do Litohoře. Je dlouhá 59,4 km. Prochází dvěma kraji a dvěma okresy.

## Vedení silnice

### Jihočeský kraj, okres Jindřichův Hradec
- Nová Bystřice (křiž. II/152, III/1512, III/1513)
- Klenová (křiž. III/1516, III/12854)
- Kaproun (křiž. III/1517)
- Kunžak (křiž. II/164, III/1518, peáž s II/164)
- Mosty
- Valtínov
- Markvarec (křiž. II/409, peáž s II/409)
- Lipolec
- Hostkovice
- Dačice (křiž. II/406, II/4084, II/407, III/1519, III/15110, III/40625, peáž s II/406, II/408)
- Borek (křiž. III/4076)
- Budíškovice (křiž. III/15111, III/15222, III/15112)
- Horní Slatina
- Budeč (křiž. II/410, peáž s II/410)

### Kraj Vysočina, okres Třebíč
- Radkovice u Budče (v roce 2024 byl rekonstruován most na silnici II/151[1])
- Štěpkov (křiž. III/15113)
- Domamil (křiž. III/4102, III/15114)
- Litohoř (křiž. I/38, III/15115, III/15225)